# 안동대학교 축구부
안동대학교 축구부(영어: Andong University  Football Club)는 대한민국 경상북도 안동시에 위치한 대학교 축구부이다. 안동대학교에서 운영했던 대학 축구부이며, 1983년에 창단 됐었다.

## 참고 문헌
- “KFA 통합경기정보 시스템”. 대한축구협회.

## 같이 보기
- 국립경국대학교